# Smolny-instituut

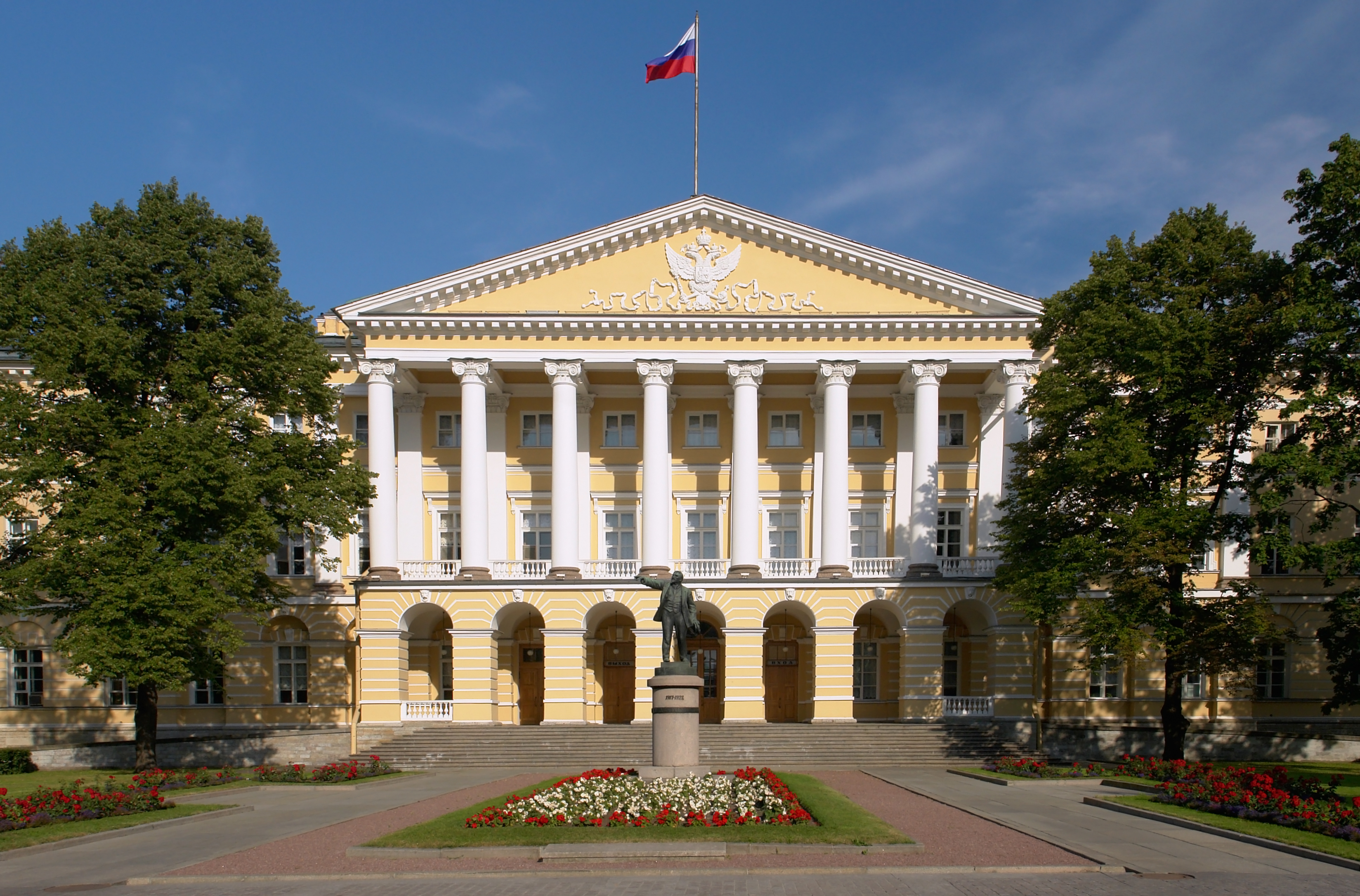
Voorgevel van het Smolny-instituut met een standbeeld van Lenin

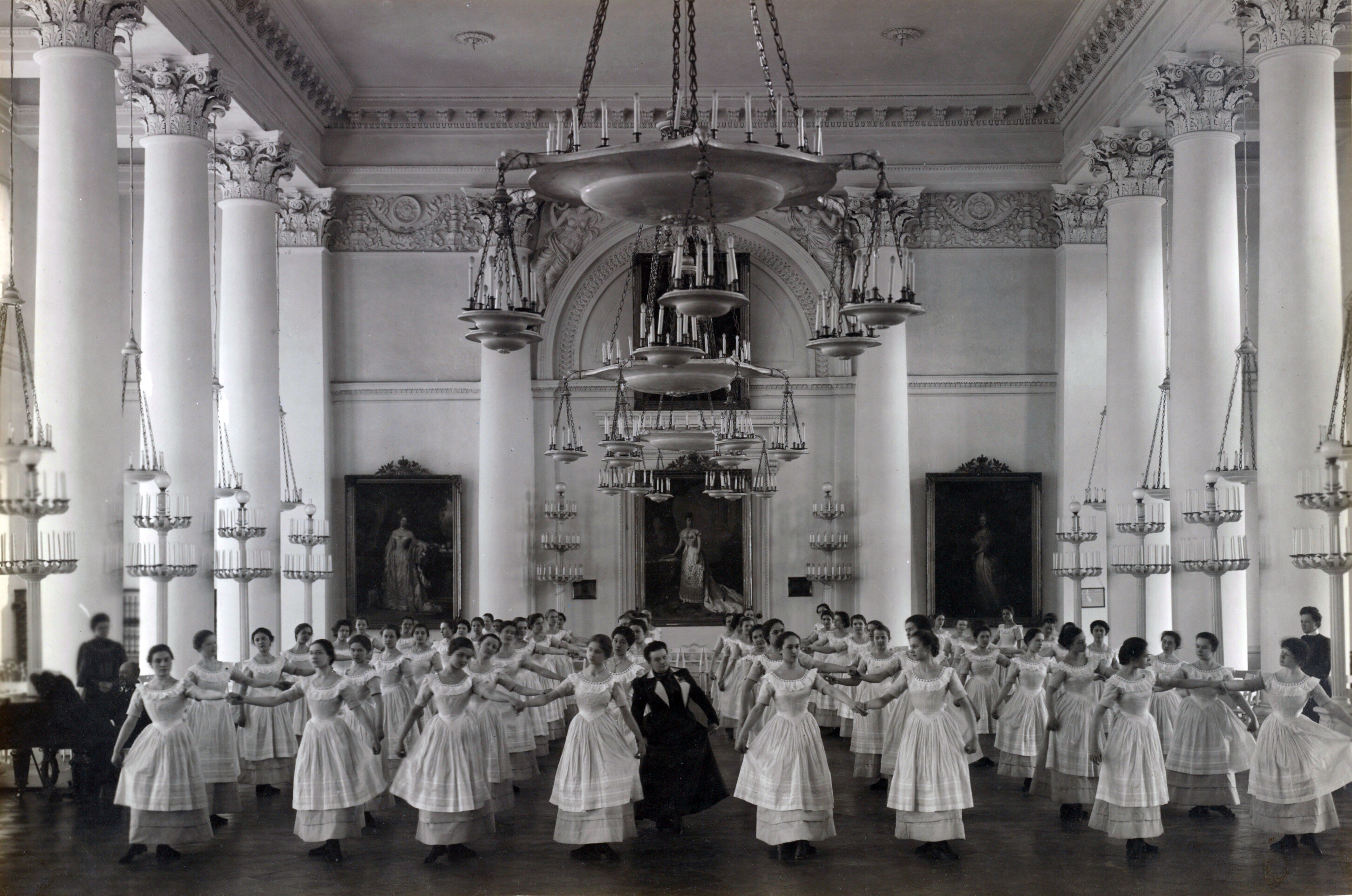
Balzaal van de meisjesschool, 1913

Het Smolny-instituut (Russisch: Смольный институт, Smolny institoet) is een neoclassicistisch bouwwerk in de Russische stad Sint-Petersburg dat vooral bekend is omdat het na de Oktoberrevolutie in 1917 enige tijd de zetel was van de Sovjetregering. Het gebouw staat aan de Neva ten oosten van het stadscentrum. De naam is afgeleid van het teerhuis (Smolny Dvor) van de Russische admiraliteit dat hier voorheen stond.
Het gebouw werd in de jaren 1806 en 1808 gebouwd naar ontwerp van de Italiaanse architect Giacomo Quarenghi. Het werd destijds gebouwd als huisvesting van een school voor meisjes van adel. Hier werden jongedames opgeleid voor het leven als hofdame. Ze leerden er voornamelijk vreemde talen, dansen en goede manieren.
Na de Februarirevolutie in 1917, waarbij de Russische tsaar aftrad en de adel zijn machtspositie verloor, kwam het gebouw leeg te staan. In juli van datzelfde jaar verhuisde de Sovjet van Petrograd, die voorheen bijeenkwam in het Taurische Paleis, naar het Smolny-instituut. Tijdens de Oktoberrevolutie was het hoofdkwartier van de bolsjewieken er gevestigd en na de bolsjewistische machtsovername kwam de Raad van Volkscommissarissen, oftewel de Sovjetregering, er bijeen. Totdat de regering in 1918 naar het Kremlin van Moskou verhuisde, woonde Vladimir Lenin in de voormalige meisjesschool. Na 1918 vestigde de lokale afdeling van de Communistische Partij van de Sovjet-Unie zich in het Smolny-instituut. In 1934 werd er de populaire Leningradse partijleider Sergej Kirov vermoord.
Sinds 1991 is het gebouw de zetel van het stadsbestuur van Sint-Petersburg.